# Magnus Juhl Andersen
Magnus Juhl Andersen (* 24. Juli 1997 in Gentofte) ist ein dänischer Schauspieler.

## Leben und Karriere
Andersen wurde in Gentofte geboren. Nach dem Schulabschluss studierte er an der Danish National School of Performing Arts (Den Danske Scenekunstskole). Seinen Durchbruch feierte er 2022 mit der Hauptrolle als Jonas in der Netflix-Serie Chosen. Anschließend war er in dem Film De forbandede år, sowie in dessen Fortsetzung De forbandede år 2  zu sehen. Von 2022 bis 2023 wurde er für die Serie Carmen Curlers gecastet. Unter anderem trat er 2024 in Anker auf. Im selben Jahr bekam er eine Rolle in Bullshit. 2025 spielte Andersen in dem Film Sauna mit.

## Filmografie
Filme
- 2020: De forbandede år
- 2022: De forbandede år 2
- 2025: Sauna

Serien
- 2020–2025: Sommerdahl
- 2022–2023: Carmen Curlers
- 2022: Chosen
- 2024: Anker
- 2024: Bullshit